# Szeben
Szeben (hongrois : Szeben ou Szeben vármegye ; allemand : Hermannsdtadt ; latin : Comitatus Cibiniensis ; roumain : Sibiu) est un ancien comitat du royaume de Hongrie dans le cadre de l'Autriche-Hongrie.

## Nom et attributs

### Toponymie
Dans l'actuel quartier de Gușterița, à Szeben (Sibiu), se trouvent les ruines du castrum romain de Cedonia d'ailleurs figuré à cet endroit par la table de Peutinger. Le nom de Gușterița est d'origine slave mais l'ancienne dénomination romaine, servant désormais à désigner les montagnes et le pays alentour, réapparaît le 20 décembre 1191 sous la forme Cibinium dans un document du pape Célestin III accordant au roi de Hongrie Béla III le droit d'organiser une praepositura Cibiniensis indépendante de l'évêché de Transylvanie. Les populations romanophones des environs désignaient les montagnes, le pays et le comitat par le nom de « Cibin » (Munții Cibinului, Țara Cibinului, Varmeghia Cibinului), celles magyarophones par « Szeben » et celles germanophones (venues du bassin de la Moselle et du Rhin au XIIIe siècle) par « Hermannstadt ».

## Localisation
Le comitat de Szeben avait une superficie de 3 619 km2 pour une population de 176 921 habitants en 1910 (densité : 48,9 hab/km2). Il s'étendait dans les Carpates du sud et plus particulièrement dans les Monts Cindrel et Făgăraș. Il était arrosé par l'Olt et son affluent la Cibin ainsi que par la Sebeș et la Secaș, deux affluents du Mureș.
Il était limité au nord par les comitats d'Alsó-Fehér et de Nagy-Küküllő, à l'est par le comitat de Fogaras, au sud par la frontière avec le royaume de Roumanie et à l'ouest par le comitat de Hunyad.

## Histoire
Le comitat de Szeben a existé après 1867 et jusqu'en 1918. Il a été créé dans la partie occidentale du Bezirk von Hermannstadt institué par l'empereur Charles III d'Autriche, qui lui-même avait été formé  en 1711 à partir de territoires des sièges saxons de Transylvanie et du comitat d'Albe, remontant au XIIIe siècle.
En 1918, il a été intégré au royaume de Roumanie, ce qui fut confirmé par le traité de Trianon en 1920. La plus grande partie du comitat a alors formé le județ de Sibiu, la partie ouest ayant intégré le județ d'Alba. En 1950, il a été supprimé au profit des régions administratives de la République populaire roumaine. Lors du rétablissement des județe en 1968, il est rétabli avec des limites légèrement différentes.

## Population
En 1900, le comitat comptait 166 188 habitants dont 108 413 Roumains (65,24 %), 47 678 Allemands (28,69 %) et 8 084 Hongrois (4,86 %).
En 1910, le comitat comptait 176 921 habitants dont 113 672 Roumains (64,25 %), 49 757 Allemands (28,12 %) et 10 159 Hongrois (5,74 %).

## Organisation administrative
Le comitat était composé de deux districts urbains et de six districts ruraux.
| District   | Chef-lieu  |
| ---------- | ---------- |
| Nagyszeben | Nagyszeben |
| Szászebes  | Szászebes  |

| District    | Chef-lieu   |
| ----------- | ----------- |
| Nagydisznód | Nagydisznód |
| Szászebes   | Szászebes   |
| Szelistye   | Szelistye   |
| Szerdahely  | Szerdahely  |
| Újegyház    | Újegyház    |